# Santa Luce
Santa Luce é uma comuna italiana da região da Toscana, província de Pisa, com cerca de 1.465 habitantes. Estende-se por uma área de 66 km², tendo uma densidade populacional de 22 hab/km². Faz fronteira com Casciana Terme, Castellina Marittima, Chianni, Lorenzana, Orciano Pisano, Rosignano Marittimo (LI).

## Demografia
| Variação demográfica do município entre 1861 e 2011                               |
|                                                                                   |
| Fonte: Istituto Nazionale di Statistica (ISTAT) - Elaboração gráfica da Wikipedia |